# Геллерт Наталія Володимирівна
Наталія Володимирівна Геллерт (нар. 20 березня 1953, місто Казалінськ Кзил-Ординської області, тепер Республіка Казахстан) — радянська і казахстанська політична і громадська діячка. Депутат Мажилісу Парламенту Республіки Казахстан (2007-2012), член Комітету з міжнародних справ, оборони і безпеки. Депутат Ради Національностей Верховної Ради СРСР 10—11-го скликань (1979—1989) від Казахської РСР.  Кандидат у члени ЦК КПРС у 1986—1988 роках. Член ЦК КПРС у 1988—1990 роках. Член НДП «Нур Отан».

## Біографія
Народилася в місті Казалінськ Кзил-Ординської області. Німкеня.
Закінчила професійно-технічне училище (1969), Целіноградський радгосп-технікум, заочно (1977), заочно Целіноградський сільськогосподарський інститут (1990), інженер-механік; Дипломатичну академію МЗС Російської Федерації (1991-94), фахівець у галузі міжнародних відносин.
У 1969—1990 роках — трактористка (К-700), механізатор, бригадир тракторної бригади радгоспу імені Амангельди Кургальджинського району, Цілиноградської області, ударник і новатор праці.
Член КПРС з 1973 року.
З 1990 року — інженер по охороні праці і техніці безпеки радгоспу.
1994-98 — перший секретар управління кадрів МЗС Республіки Казахстан, другий секретар Посольства Республіки Казахстан в ФРН.
1998-2001 рр. — перший секретар, радник департаменту консульської служби МЗС Республіки Казахстан.
06.2001-2006 — перший секретар Посольства Республіки Казахстан в Білорусі.
2006-08.2007 — начальник відділу контролю Департаменту адміністрації Міністерства закордонних справ РК.
З 2 вересня 2007 року — Депутат Мажилісу Парламенту Республіки Казахстан. Член Комітету з міжнародних справ, оборони і безпеки Мажилісу Парламенту Республіки Казахстан.

## Особисте життя
Чоловік — Газідулла Бекешев, працював трактористом в одній бригаді з дружиною, потім закінчив СГІ, інженер. Дочка Жанаргуль, син — Арман. Онуки Расул і Таїр, внучки Каміла і Каріма.

## Нагороди
- орден Леніна
- орден Трудового Червоного Прапора
- Орден Дружби народів
- медаль «За трудову доблесть» (1971)
- медаль «Тыңға 50 жыл» (2004)
- медаль «Қазақстан Конституциясына 10 жыл» (2005)
- Відмінник соціалістичного сільського господарства (1975)
- Комбайнер-тисячник (1976)
- Лауреат Премії Ленінського комсомолу Казахстану (1976)